# Бычково (хутор, Московская область)
Бычково — хутор (ранее деревня Бычково, Бычъкова, Ворское) в Московской области в составе муниципального образования Можайский городской округ.

## География
Деревня расположена в южной части района, недалеко от границы с Калужской областью, примерно в 34 км к юго-западу от Можайска, на левом берегу реки Берега (приток реки Протва) в районе слияния реки Берега и безымянного ручья от деревни Зенино, высота центра над уровнем моря 225 м. Ближайшие населённые пункты — Зенино в 1 км на юг и Ивакино в 3,5 км на северо-восток.

## История
В 2019 году Постановлением Губернатора Московской области от 21 февраля 2019 года № 76-ПГ категория населённого пункта изменена с «деревня» на «хутор».
До 2018 года Бычково входило в состав Юрловского сельского поселение.
До 2006 года Бычково входило в состав Губинского сельского округа, Можайского района.
До 1991 года Бычково входило в состав Губинского сельского поселение, Уваровского района.
До 1928 года Бычково входило в состав Ивакино-Купровская волость, Гжатского уезда, Смоленской губернии. Гжатский уезд, Смоленской губернии существовал в 1775-1928 годах.
Немецкая оккупация в 1941—1942 гг.
В начале октябре 1941 г. немецкая армия прорвала оборону Смоленского рубежа, обошла с юга укрепления у г.Вязьма и захватив г.Юхнов на Варшавском шоссе вошла в юго-западную часть Московской области. Деревня Бычково была занята 7-й пехотной дивизией 4-й армии вермахта армии Центр в начале октября 1941 г. По воспоминаниям местных жителей, красная армия фактическое сопротивление не оказала, т.к. в деревне было дислоцировано не более одного взвода численность до 10 человек, вооруженных легким стрелковым оружием. В период немецкой оккупации (длилась с октября 1941г. по январь 1942г.), жители деревни были выселены из своих домов и жили в землянках в лесу за р.Берёга, т.к. в деревне расквартировались немцы. Условия жизни в лесу были нечеловеческими, т.к. землянки были практически неотапливаемые и сырые, а морозы доходили до -40 градусов. В января 1942г. в ходе наступательной операции на Вязьму, деревня Бычково была освобождена от немецкой оккупации частями 5-й Московской стрелковой дивизии народного ополчения в составе 33-й армии. При отступлении немцы пытались угнать часть населения, в т.ч. детей в трудовые лагеря, но не успели и были остановлены у д.Павловка. В период ожесточенных боев по освобождению данного района от немецких захватчиков в январе-феврале 1942г., были практически уничтожены деревни: Панино, Калинино, Павловка, Сноски, Самодуровка, Бычково, Зенино. Многие дома были уничтожены немцами при отступлении, многие уничтожены в результате авианалетов немецкой и советской авиации. В послевоенные годы было проведено укрупнение деревень, в результате которого остались д.Бычково и д.Зенино, в которые были переселены жители из соседних разрушенных деревень.    
Дореволюционный период
В списках землевладельцев по Гжатскому уезду Смоленской губернии за 1901 год в Ивакино-Купровской волости значатся: Булгакова Вера Николаевна, дворянка, при сельце Сносках с пустошью — 583 десятины; Булгаков Владимир Александрович, дворянин, сельцо Ворское — 1046 десятин и Булгаков Николай Александрович, дворянин, при сельце Ворском и пустоши Бобрище — 280 десятин (имеет от роду 21 год). В начале XX века сельцо Ворское объединяло в себя деревни: Сноски, Павловка, Самодуровка, Бычково и Зенино. Дворянские усадьбы были расположены в д.Сносках и д.Самодуровка. Так же по состоянию на 1914 год в д. Сноски проживал Земской Начальник Ивакино-Купровской волости, Борис Николаевич Шмидт. Усадьбы были полностью разрушены в первой половине XX века. К началу 1941 года на территории между деревней Самодуровка и деревней Бычково значилась начальная школа и масло завод.    
Согласно Сведениям о помещечьих имениях Смоленской губернии по Гжатскому уезду, в 1860 году деревня Бычкова входила в состав сельца Самодуровка помещицы Зинаиды Ил. Мошинской (сельцо - тип населённого пункта в России с XVI века: село без церкви, но хотя бы с одним двором землевладельца, хозяйственными постройками или часовней).     
На старых картах до 1812 года на месте деревень Бычково и Самодуровка указывается как село Ворское, расположенное на берегу реки Берёга с обозначением действующей церкви (Большая карта Российской империи 1812г. для Наполеона). Предположительно село Ворское с церковью было разорено, а церковь разрушена в период Отечественной войны 1812 года.
В соответствии с Планом Генерального Межевания Гжатского уезда Смоленской губернии (2 версты) 1792г. (лист 3-6, участок 145), село Ворское (с церковью) было расположена на обеих берегах реки Берега (ориентировочно на месте будущей более поздней деревни Самодуровка, сейчас урочище Самодуровка, верхний пруд на реке Берега левее современной деревни Бычково).
До 1775 года территория села Ворское входила в состав Можайского уезда Московской губернии. На Генеральной карте Смоленской губернии на уезды разделенной (Я.Ф.Шмид, 1773г), на приграничной территории Московской губернии на реке Берега обозначено только село Губино с церковью. Таким образом можно предположить, что село Ворское было образовано в период 1773-1792 гг.
Село Ворское упоминается ещё в XVII веке, как Дворцовое село Ворское в составе Стана Ворский Можайского уезда упоминается в описании административно-территориальных единиц Можайского уезда в 1626-1627 гг. (Дворцовое село - означало принадлежность лично царю и членам царской фамилии, основной обязанностью дворцовых крестьян было снабжение великокняжеского или царского двора продовольствием). Можайский уезд в XVII веке и первой половине XVIII века делился на 25 станов. В XVII веке большинство станов и волостей Можайского уезда опустело во время так называемого «литовского разорения», то есть Смутного времени 1598-1613 гг. Стан Ворский не стал исключением и к 1620-му году был весь пуст, почему точно определить границы его очень трудно. Территориально Стан Ворский находился на реке Воря (откуда и название). Расстояние от села Ворское до реки Воря около 18 км, до реки Малая Воря (приток р. Воря) около 4км. Учитывая данные о периоде запустения территории села Воря, можно сделать вывод, что село было основано в первой половине XVI века или даже ранее.

## Население
| 2002 | 2006 | 2010 |
| ---- | ---- | ---- |
| 11   | ↘5   | ↗15  |